# Platyphalla ochrinotata
Platyphalla ochrinotata är en fjärilsart som beskrevs av Antonius Johannes Theodorus Janse 1951. Platyphalla ochrinotata ingår i släktet Platyphalla och familjen stävmalar. Inga underarter finns listade i Catalogue of Life.